# Myasnikyan
Myasnikyan är en ort i Armenien.   Den ligger i provinsen Armavir, i den västra delen av landet, 50 km väster om huvudstaden Jerevan. Myasnikyan ligger 917 meter över havet och antalet invånare är 3 458.
Terrängen runt Myasnikyan är huvudsakligen platt, men norrut är den kuperad. Närmaste större samhälle är Armavir, 11,5 km öster om Myasnikyan.
Trakten runt Myasnikyan består i huvudsak av gräsmarker. Runt Myasnikyan är det ganska tätbefolkat, med 248 invånare per kvadratkilometer.